# Havana Brown
Havana Brown (født 14. februar 1985 i Melbourne, Australien) er en autralsk DJ, sanger og danser. Hendes debutsingle We Run the Night udkom i april 2011.

## Diskografi
Singeler
- We Run the Night (2011)
- Get It (2011)
- City of Darkness (2012)

Musikvideoer
- We Run the Night (2011)
- Get It (2011)
- We Run the Night (2012) – Med Pitbull

Albums(DJ's)
- Crave (2008)
- Crave Vol.2 (2009)
- Crave Vol.3 (2009)
- Crave Vol.4 (2010)
- Crave Vol.5 (2010)
- Crave Vol.6 (2011)
- Crave: The Club Edition (25. maj 2012)